# Parsonsia diaphanophlebia
Parsonsia diaphanophlebia là một loài thực vật có hoa trong họ La bố ma. Loài này được F.Muell. mô tả khoa học đầu tiên năm 1861.